# Bijni
Bijni là một thị xã và là nơi đặt ủy ban khu vực thị xã (town area committee) của quận Bongaigaon thuộc bang Assam, Ấn Độ.

## Địa lý
Bijni có vị trí 26°31′B 90°40′Đ / 26,52°B 90,67°Đ Nó có độ cao trung bình là 53 mét (173 foot).

## Nhân khẩu
Theo điều tra dân số năm 2001 của Ấn Độ, Bijni có dân số 12.607 người. Phái nam chiếm 52% tổng số dân và phái nữ chiếm 48%. Bijni có tỷ lệ 79% biết đọc biết viết, cao hơn tỷ lệ trung bình toàn quốc là 59,5%: tỷ lệ cho phái nam là 84%, và tỷ lệ cho phái nữ là 73%. Tại Bijni, 11% dân số nhỏ hơn 6 tuổi.